# Марк Сервилий Пулекс Гемин
Марк Сервилий Пулекс Гемин (на латински: Marcus Servilius Pulex Geminus) e политик на Римската република.
През 211 пр.н.е. той става авгур. През 203 пр.н.е. Гемин e едил и magister equitum на диктатор Публий Сулпиций Галба Максим. През 202 пр.н.е. е избран за консул заедно с Тиберий Клавдий Нерон и действа в Етрурия.